# Ron Gilbert
Ron Gilbert je američki dizajner, programer, i producent računalnih igara, najpoznatiji po svojem radu na nekoliko klasika LucasArtsovih avanturističkih igara, uključujići Maniac Mansion i prve dvije Monkey Island igri.
Gilbert je odrastao u malenom gradiću u Oregonu kao sin profesora fizike u collegeu. Dok je bio u srednjoj školi, Gilbert naučio je samog sebe assembly jezik programiranja i posvetio je dosta svog vremena da razvija svoj talent kao računalni programer.
Gilbert je započeo svoju profesionalnu karijeru 1983. dok je još bio college student napisavši program po imenu Graphics Basic s Tomom McFarlanem. Prodali su program tvrtki zvanoj HESware u San Francisco Bay Area. Impresionirani njegovim radom, HESware je ponudio Gilbertu posao. Proveo je oko pola godine kod HESware, programirajući akcijske igre za Commodore 64 (C64). Nijedna od njih nije izašla; tvrtka je prestala s poslom. Kratko poslije toga, Gilbert se pridružio tvrtki Lucasfilm Games, koja je kasnije postala LucasArts. Tamo je za svoj život tako da je radio C64 portove za Lucasfilm Atari 800 igre.
1985. dobio je priliku da razvije svoju vlastitu igru za LucasArts o mračnoj Victorianskom dvorcu u kojoj obitava ludi znanstvenik, njegov blago retardiran potomak i čudni vanzemaljci. Ron Gilbert i Lucasfilmov umjetnik Gary Winnick došli su do ideje nakon nekoliko čavrljanja, i našli su vremenski sklad prezentiranju toga manadžmentu. 
Gilbert programirao je skripting jezik koji je imenovan po projektu za kojeg je napisan, Script Creation Utility for Maniac Mansion, bolje poznat kao SCUMM.
Maniac Mansion je izašao 1986. (Kasnije za NES) i bio je nevjerojatan uspjeh. SCUMM je dokazao da je savršena tehnička građa za avanturističke igre. Gilbert je stvorio mnogo uspješnih avanturističkih igara sa svojim  enginom igara kod LucasArtsa, uključujući klasik The Secret of Monkey Island, sve dok nije napustio da započinje Humongous Entertainment s LucasArtsovom Shelley Day.
Dok je bio u Humongous Entertainmentu, Gilbert je bio zaslužan za igre poput Putt-Putt, Freddi Fish, Pajama Sam i Backyard Sports serial. Gilbert također bio osnivač Cavedog Entertainmenta i producent je Total Annihilationa.

## Vanjske poveznice
- Grumpy Gamer Ron Gilbertov blog blog
- MobyGamesov extensive rap sheet na temu Ron Gilbert  Arhivirana inačica izvorne stranice od 7. veljače 2005. (Wayback Machine)
- Ron Gilbert govori  Arhivirana inačica izvorne stranice od 24. lipnja 2006. (Wayback Machine) Trodjelni intervju s Ronom Gilbertom obavljen od strane Idle Thumbs 2004.
- car4ron.com Kupi auto za Rona Gilberta